# Міністерство юстиції

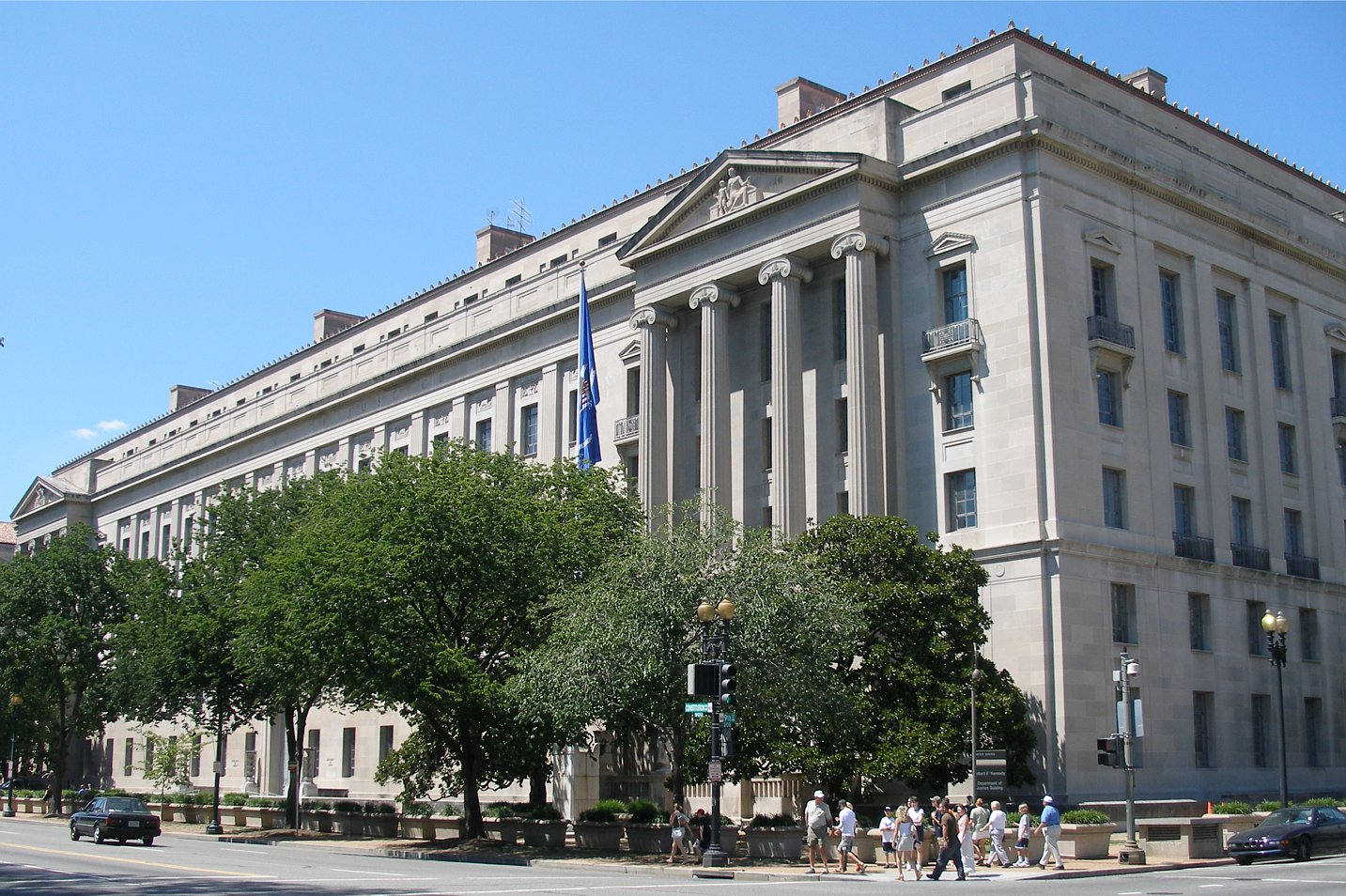
Міністерство юстиції США

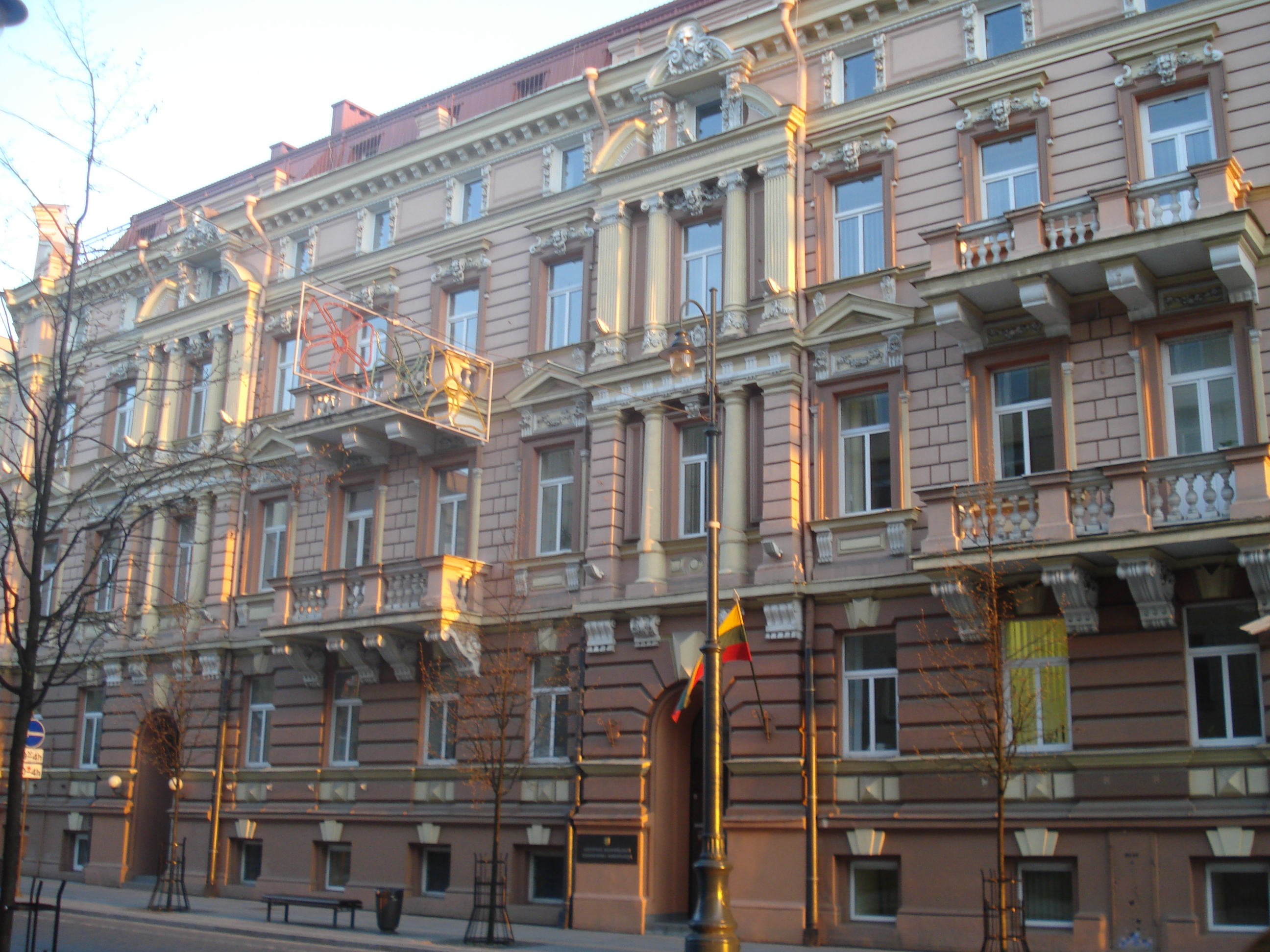
Міністерство юстиції Литви

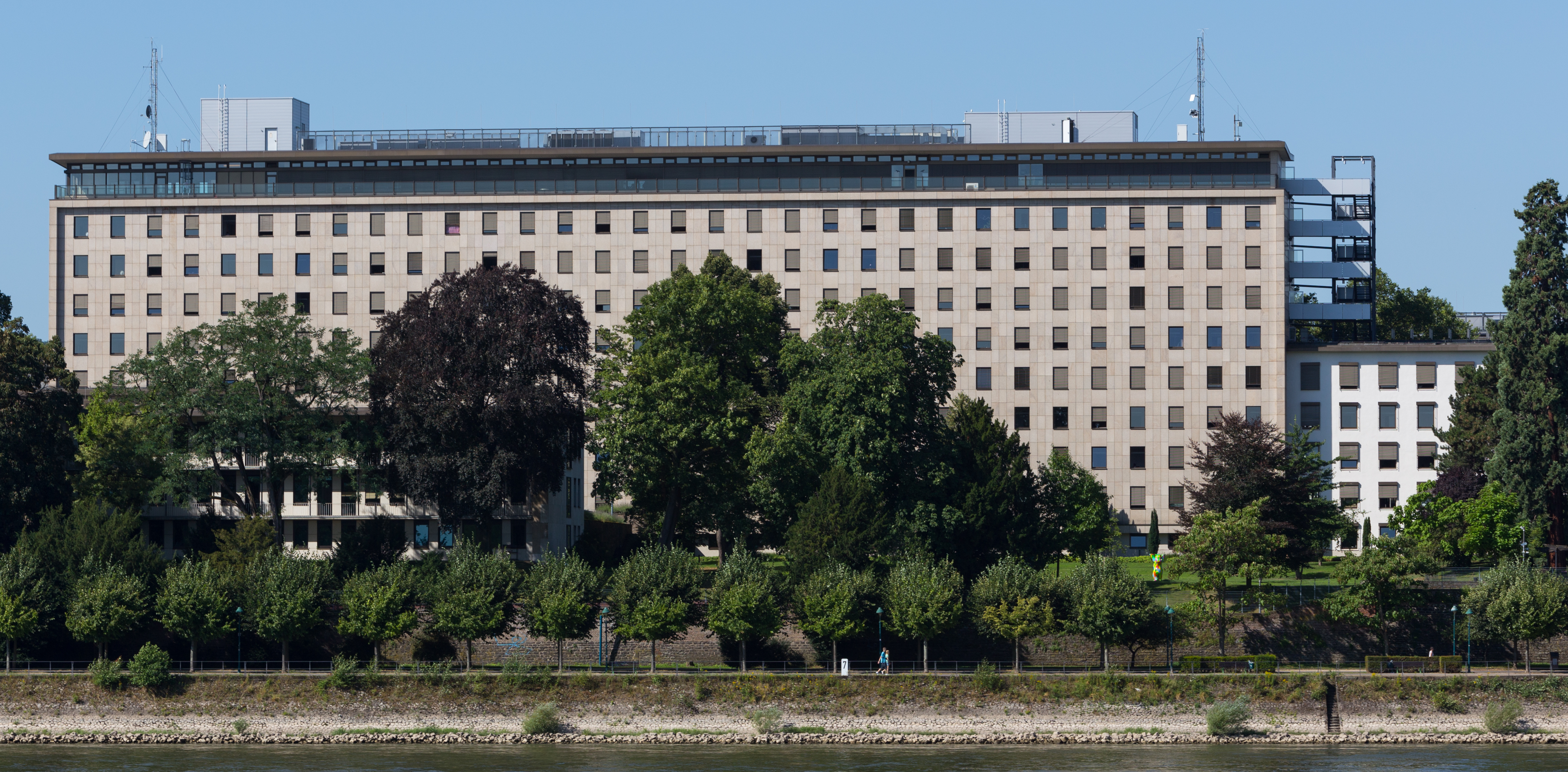
Міністерство юстиції Німеччини

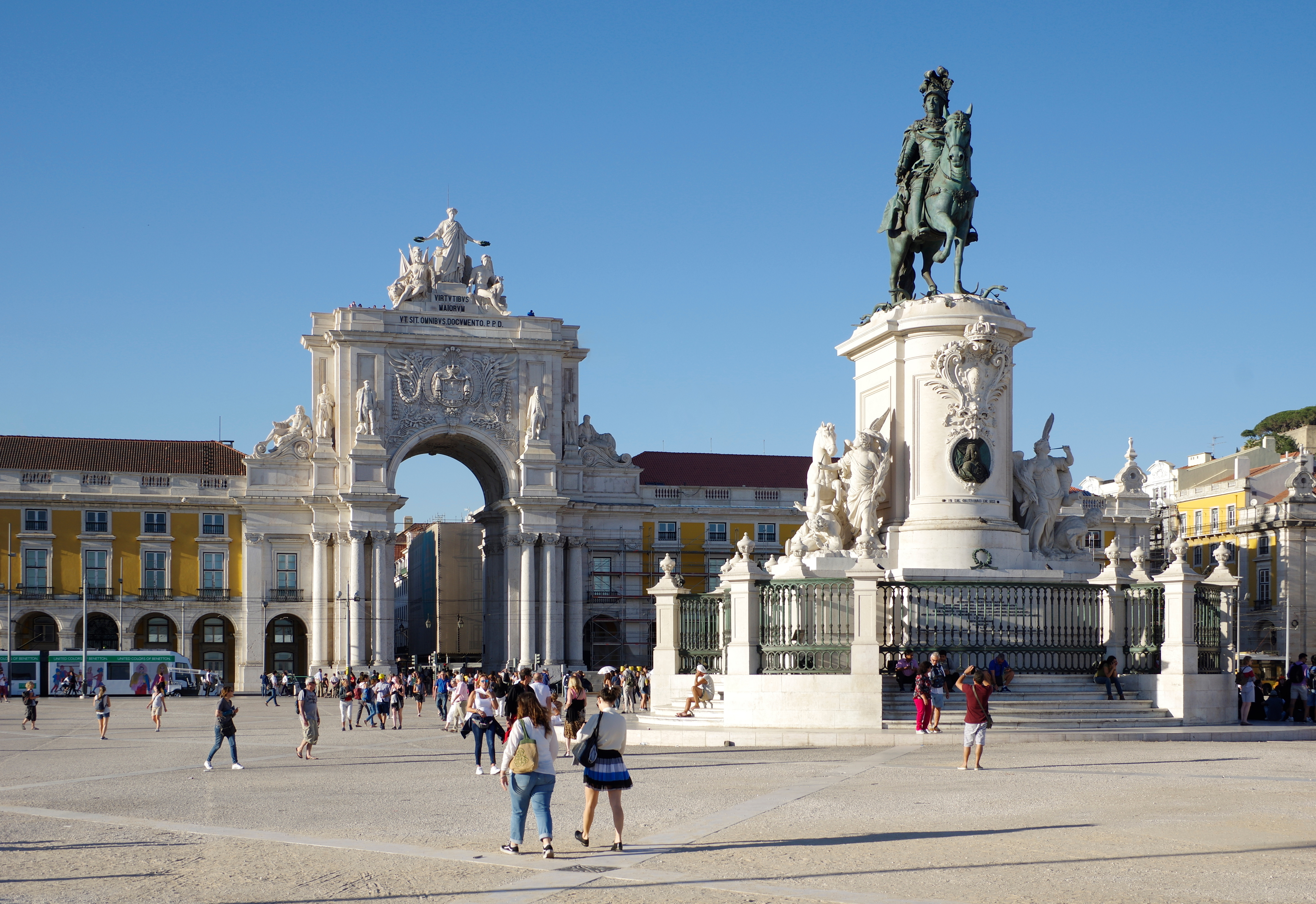
Міністерство юстиції Португалії

Міністерство юстиції — орган виконавчої влади, який здійснює функції з розробки та реалізації державної політики та нормативно-правового регулювання у встановленій сфері діяльності, у тому числі:
- у сфері виконання кримінальних покарань;
- реєстрації некомерційних організацій, включаючи відділення міжнародних організацій та іноземних некомерційних неурядових організацій, громадські об'єднання, політичні партії та релігійні організації, у сфері адвокатури, нотаріату, державної реєстрації актів цивільного стану;
- забезпечення встановленого порядку діяльності судів та виконання судових актів і актів інших органів;
- правозастосовні функції та функції з контролю і нагляду у сфері реєстрації некомерційних організацій, включаючи відділення міжнародних організацій та іноземних некомерційних неурядових організацій, громадські об'єднання, політичні партії та релігійні організації, у сфері адвокатури, нотаріату, державної реєстрації актів цивільного стану.

## Функції
До функцій Міністерства юстиції часто відносяться:
- Перевірка законопроєктів на відповідність до конституції та інших законів країни;
- Юридична оцінка і тлумачення нормативно-правових актів;
- Реєстрація та легалізація громадських організацій, партій, спілок і т.д .;
- Контроль діяльності нотаріату;
- Контроль діяльності судів і прокуратури;
- Підвищення правової грамотності населення.

Перелік функцій і повноважень залежить від конкретної країни:
- Міністерство юстиції, прозорості і прав людини (Греція)
- Міністерство юстиції України
- Міністерство юстиції Швеції
- Міністерство юстиції Хорватії
- Міністерство юстиції Японії